# Gravsænkning
En gravsænkning er en depression mellem to forkastningszoner i jordskorpen. Typisk, hvor en kontinentalplade bryder op i to selvstændige plader.
Gravsænkningen dannes mellem parallelle normalforkastninger. Forkastningerne har normalt hældning mod midten af gravsænkningen fra begge sider. 
Gode eksempler på gravsænkninger er Oslofeltet, Rhingraven, og Pripjat-Dnepr-Donetsk-gravsænkningen i det østlige Ukraine. 
En gravsænkning kan udvikles til en riftdal som f.eks. Rift Valley i Østafrika. En senere tildækket gravsænkning kaldes en aulacogen.